# گونتر فیگال
گونتر فیگال (به آلمانی: Günter Figal) (زاده ۱۵ ژوئیه ۱۹۴۹ – درگذشته ۱۷ ژانویه ۲۰۲۴) فیلسوف، هایدگرپژوه و پدیدارشناس مطرح آلمانی بود. او استاد دانشگاه فرایبورگ بوده است و بر روی اندیشه‌های دو فیلسوف بزرگ آلمانی مارتین هایدگر و هانس گئورگ گادامر پژوهش کرده است.

## زندگی‌نامه
در ۱۵ ژوئیه ۱۹۴۹ در راینلند آلمان به‌دنیا آمد. یادگیری فلسفه را در دانشگاه هایدلبرگ تحت آموزش اساتیدی چون هانس گئورگ گادامر و دیتر هنریش گذراند و درنهایت به درجه دکترای خویش رسید و در همان دانشگاه به تدریس پرداخت. علاوه بر تدریس در دانشگاه هایدلبرگ وی همچنین در دانشگاه توبینگن نیز مدتی به تدریس پرداخته است و در حال حاضر به تدریس در دانشگاه فرایبورگ مشغول است و کرسی هایدگر و گادامر را در اختیار دارد.
تخصص وی پدیدارشناسی است و برای این رشته تخصصی در فلسفه نیز جهت کنفرانس در دانشگاه‌های بزرگ جهان از جمله دانشگاه بوستون، هاروارد، کمبریج و تورینو دعوت شده است.

## فیگال در ایران
تابحال در ایران کتاب «درآمدی بر هایدگر» توسط شهرام باقری با مقدمه خودِ گونتر فیگال به چاپ رسیده است. در توضیحات پشت کتاب آمده است:
کتاب پیش رو، که هدف اش به دست دادن شناختی درآمدوار از اندیشه مارتین هایدگر است، برای نخستین بار در سال ۱۹۹۲ انتشار یافت. به نظر می‌رسد که این کتاب انتظارها از خود را برآورده باشد، چرا که در سال ۲۰۱۱ برای ششمین بار در آلمان به چاپ رسید. هدف این کتاب این بوده و است که اندیشه‌ها و دیدگاه‌های پایه ای هایدگر را پیش روی خواننده بنهد؛ البته این نوشتار در پی این نیست که خواننده را از تک تک مرحله‌های بسیاری که فلسفه هایدگر پشت سر نهاده، آگاه کند، بلکه می‌خواهد آن پرسش و مسئله ای را نشان دهد که همه مرحله‌های فلسفه هایدگر برگِرد آن سامان یافته‌اند.